# Concert per a violí (Elgar)
El Concert per a violí en si menor d'⁣Edward Elgar, op. 61, és una de les seves composicions orquestrals més llargues, i l'última de les seves obres a obtenir un èxit popular immediat.
El concert va ser compost per al violinista Fritz Kreisler, que va fer l'estrena a Londres l'any 1910, sota la direcció del compositor. Els plans de la Gramophone Company per gravar l'obra amb Kreisler i Elgar van fracassar, i el compositor va fer una gravació amb l'adolescent Yehudi Menuhin que s'ha mantingut als catàlegs des del seu primer llançament el 1932.
Tot i que la música d’Elgar va caure en desús a mitjan segle XX i que la reputació del concert com un dels més difícils del repertori per a violí va créixer (a causa de l’ús constant de dobles i triples cordes, els creuaments ràpids i poc convencionals d’arquet i els grans desplaçaments ràpids per l’instrument), va continuar sent programat i interpretat per violinistes de renom. A finals del segle xx, quan la música d’Elgar va ser restaurada al repertori general, ja s’havien fet més de vint enregistraments del concert. L’any 2010, es van celebrar interpretacions commemoratives del centenari arreu del món.

## Història
Elgar havia començat a treballar en un concert per a violí el 1890, però no n'estava satisfet i va destruir el manuscrit. El 1907 el violinista Fritz Kreisler, que admirava El somni de Gerontius d'Elgar, li va demanar que escrivís un concert per a violí. Dos anys abans, Kreisler havia dit a un diari anglès:
Si voleu saber a qui considero el compositor viu més gran, dic sense cap dubte Elgar... No ho dic per complaure ningú; és la meva pròpia convicció... El situo al mateix nivell que els meus ídols, Beethoven i Brahms. Pertany a la mateixa família aristocràtica. La seva inventiva, la seva orquestració, la seva harmonia, la seva grandesa, són meravelloses. I tot és música pura, sincera. Tant de bo Elgar escrivís alguna cosa per a violí.
La Royal Philharmonic Society de Londres va encarregar formalment el concert el 1909. Elgar, tot i ser violinista, va demanar assessorament tècnic a WH "Billy" Reed, líder de l'⁣Orquestra Simfònica de Londres, mentre escrivia el concert. Reed l'ajudava amb reverències, passatges i digitacions, tocant passatges una vegada i una altra fins que Elgar n'estava satisfet. Kreisler també va fer suggeriments, alguns per fer la part en solitari més brillant i altres per fer-la més tocable. Abans de l'estrena, Reed, amb Elgar tocant la part orquestral al piano, va tocar l'obra en una festa privada.

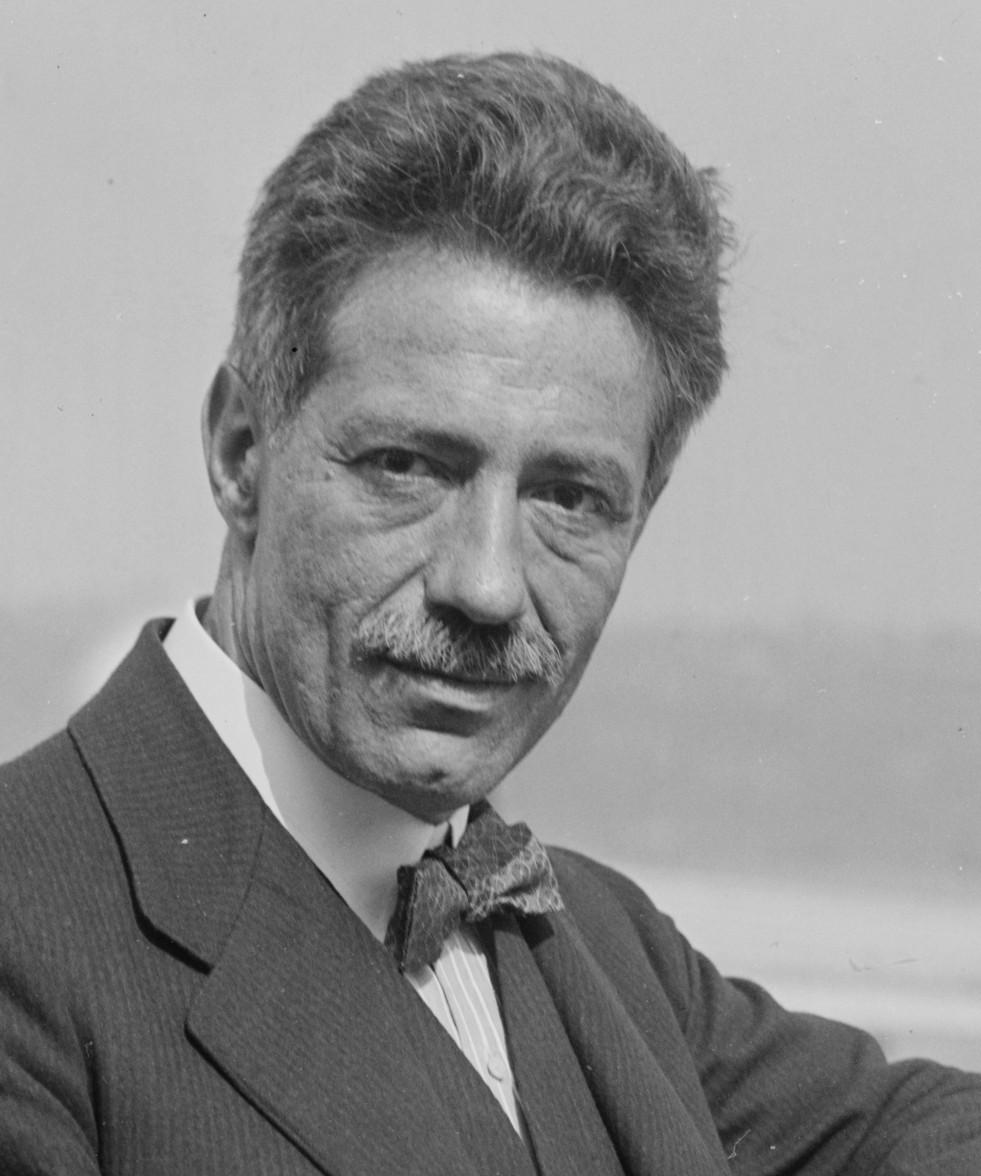
Fritz Kreisler, dedicat del concert

L'estrena va ser en un concert de la Royal Philharmonic Society el 10 de novembre de 1910, amb Kreisler i la London Symphony Orchestra dirigida pel compositor. Reed va recordar que "el Concert va ser un triomf complet, el concert una ocasió brillant i inoblidable". L'impacte del concert va ser tan gran que el rival de Kreisler , Eugène Ysaÿe, va passar molt de temps amb Elgar repassant l'obra. Hi va haver una gran decepció quan les dificultats contractuals van impedir que Ysaÿe toqués a Londres.
El concert va ser l'últim gran èxit popular d'Elgar. De les seves obres posteriors a gran escala ni la Segona Simfonia ni Falstaff ni el Concert per a violoncel van aconseguir la popularitat immediata de la Primera Simfonia o d'aquest concert. Elgar es va mantenir especialment aficionat a l'obra. El seu amic Charles Sanford Terry va recordar: "Mai no he sentit Elgar parlar de la dimensió personal de la seva música, excepte en referència al concert, i sobre aquest el vaig sentir dir més d’una vegada: 'L’estimo'.". Elgar va dir a Ivor Atkins que li agradaria el tema nobilmente de l'andante inscrit a la seva tomba.
Fins i tot a la dècada de 1950, quan la música d'Elgar no estava de moda, el concert apareixia amb freqüència als programes de concerts. A finals del segle xx, quan la música d'Elgar tornava a formar part del repertori general, hi havia més de 20 enregistraments de gramòfon del concert. L'any 2010, any del centenari de l'obra, el violinista Nikolaj Znaider va iniciar una sèrie d'actuacions en sales de Viena, Londres i Nova York, amb la Filharmònica de Viena, l'Orquestra Simfònica de Londres, la Filharmònica de Nova York i els directors Valeri Guérgiev i Sir Colin Davis. També el 2010 Philippe Graffin va fer una actuació al Festival de Tres Cors utilitzant el manuscrit original d'Elgar, i Znaider, Thomas Zehetmair i Tasmin Little van publicar nous enregistraments.

## Inscripció enigmàtica

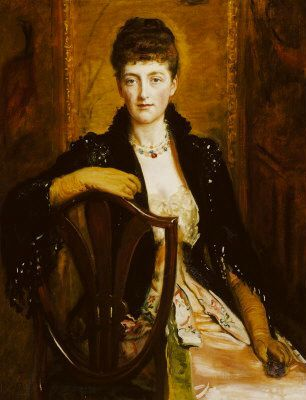
Alice Stuart-Wortley, "Windflower" d'Elgar, una de les diverses dones conjecturades com la musa del compositor.

El concert està dedicat a Kreisler, però la partitura també porta la inscripció en castellà, "Aquí está encerrada el alma de .....", una cita de la novel·la Gil Blas d'Alain-René Lesage. Els cinc punts són un dels enigmes d'Elgar, i s'han proposat diversos noms que coincideixen amb la inscripció. S'ha cregut àmpliament que al·ludeix a Alice Stuart-Wortley, filla del pintor John Everett Millais. Era l'estimada amiga d'Elgar a qui ell va batejar com "Windflower", i el seu amor per ella i la seva inspiració per a ell són ben coneguts. No hi ha cap prova definitiva que la vinculi amb la inscripció del concert, tot i que Elgar va batejar diversos dels temes "Windflower", i en les seves cartes a ella s'hi referia com "el nostre concert".

Una altra possible inspiració per al concert va ser l'amor primerenc d'Elgar, Helen Weaver, amb qui va estar breument compromès a la dècada de 1880. Dora Powell ("Dorabella" de  les Enigma Variations) va suggerir una tercera candidata possible, l'amiga nord-americana d'Elgar Julia "Pippa" Worthington: Powell va recordar una ocasió a la casa dels Elgar, Plâs Gwyn, quan estava mirant una còpia de la partitura del concert:
Vaig arribar al costat de la cita en espanyol... els cinc punts em van cridar l'atenció i de seguida em va sorgir un nom al cap. La Dama [és a dir, Alice Elgar] va venir i es va quedar al meu costat, va veure el que estava mirant i va traduir la frase en castellà: "Aquí està consagrada l'ànima de..." Després va continuar escrivint el nom, el d'un amic personal... La senyora Julia H. Worthington, una amiga nord-americana molt encantadora i amable. Els amics íntims la coneixien amb un altre nom, també de cinc lletres, i no puc dir amb certesa si la compositora tenia en ment aquest nom o el seu primer nom cristià. Això tampoc importa; ara s'omple el buit. 
El biògraf d'Elgar Jerrold Northrop Moore suggereix que la inscripció no es refereix només a una persona, sinó que consagrat a cada moviment del concert hi ha alhora una inspiració viva i un fantasma: Alice Stuart-Wortley i Helen Weaver al primer moviment; La dona d'Elgar i la seva mare en el segon; i al final, Billy Reed i August Jaeger ("Nimrod" de les Enigma Variations).

## Orquestració
El concert per a violí d'Elgar està escrit per a violí sol, dues flautes, dos oboès, dos clarinets en la, dos fagots, contrafagot (ad lib), quatre trompes en fa, dues trompetes en la, tres trombons, tuba (ad lib), 3 timbales i cordes.

## Anàlisi musical
Elgar va dir del Concert per a violí: "És bo! Molt emotiu! Massa emotiu, però m'encanta". Com la gran majoria dels concerts per a violí anteriors, el d'Elgar té tres moviments. El biògraf d'Elgar Michael Kennedy suggereix que estructuralment el concert es basa en els de Brahms i potser Bruch. És a una escala molt gran per a un concert, normalment triga entre 45 i 55 minuts a interpretar-se (vegeu "Enregistraments" més avall per veure els temps indicatius).

### Allegro
El primer moviment, en forma sonata tradicional, comença amb una llarga exposició orquestral dels temes. Es presenten sis temes relacionats, que van a través de diverses tonalitats,  després dels quals es repeteix el primer tema, primer per l'orquestra i després pel violí solista. Kennedy descriu aquest passatge com "una de les entrades més efectives i inquietants de l'instrument solista que es poden trobar en qualsevol concert". La línia solista repeteix i elabora els cinc temes, particularment el segon tema que ha aparegut breument a la secció d'obertura orquestral i que es transforma en la part solista en el tema "Windflower", "d'una bellesa poètica excepcional fins i tot per a Elgar". El moviment segueix el patró clàssic de desenvolupament i recapitulació, en què "la interacció entre violinista i orquestra és a escala heroica", i acaba amb una floritura orquestral.

### Andante
El segon moviment, en la tonalitat de si bemoll, té un preludi orquestral més curt, i és majoritàriament tranquil i melòdic, però arriba a un clímax apassionat. Kennedy l'anomena "una mostra d'eloqüència sostinguda i noble".

### Allegro molto
L'últim moviment comença amb un passatge de violí tranquil però extenuant, acompanyat per l'orquestra, amb moltes parades dobles i arpegis ràpids; es recorden temes del primer i segon moviment i després, com que el moviment sembla anar cap a un acabat convencional, hi ha una cadenza acompanyada inesperada i poc convencional en què l'orquestra dona suport al solo amb un efecte pizzicato tremolando. Aquesta cadenza, tot i que exigeix interpretar, no és l'obra virtuosa habitual: és el clímax emocional i estructural de tota l'obra. Els temes anteriors de l'obra, inclòs el tema "Windflower", es replantegen i, finalment, el concert acaba amb una característica flama de so orquestral.